# 安障乡
安障乡，是中华人民共和国湖南省常德市安乡县下辖的一个乡镇级行政单位。

## 行政区划
安障乡下辖以下地区：
黄山岗社区、遵保村、福昌桥村、德兴村、沙湖口村、岩豇口村、王家湾村、新豇口村、车家铺村、黄山岗村和会子庙村。